# Belgisch kampioenschap wielrennen voor dames elite 2023
Het Belgisch kampioenschap wielrennen voor dames elite 2023 wordt gehouden op 25 juni 2023. De start en finish liggen in Izegem, met een parcours van 134,2 kilometer daartussenin. De titelverdedigster is Kim de Baat.

## Deelnemers[1]
| Fenix-Deceuninck | Lotto Dstny Ladies | Duolar-Chevalmeire |
| --- | --- | --- |
| 1. Kim de Baat 2. Sanne Cant 3. Julie De Wilde 5. Julie Van de Velde | 6. Fauve Bastiaenssen 7. Katrijn De Clercq 8. Mieke Docx 9. Esmée Gielkens 10. Julie Hendrickx 11. Julie Sap 12. Ines Van de Paar 13. Sterre Vervloet                                          | 14. Nathalie Bex 15. Jana Dobbelaere 16. Kelly Druyts 17. Tara Gins 18. Cleo Kiekens 19. Lotte Popelier 20. Kelly Van den Steen 21. Lani Wittevrongel |
| Proximus-Alphamotorhomes-Doltcini | AG Insurance-NXTG | AG Insurance-Soudal Quick-Step |
| 22. Caren Commissaris 23. Kiona Crabbé 24. Meg De Bruyne 25. Jinse Peeters 26. Julie Roelandts 27. Loes Sels 28. Tessa Zwaenepoel | 29. Julia Grégoire 30. Febe Jooris 31. Senne Knaven 32. Jade Linthoudt 33. Fien Masure | 34. Justine Ghekiere 35. Marthe Goossens 36. Britt Knaven 37. Lone Meertens |
| Parkhotel Valkenburg | Fenix-Deceuninck Development Team | Israel Premier Tech Roland |
| 38. Marith Vanhove 39. Margot Vanpachtenbeke | 40. Marion Norbert-Riberolle 41. Sara Van de Vel 42. Fien Van Eynde | 44. Fien Delbaere |
| Liv Racing TeqFind | Team SD Worx | KDM-Pack Cycling Team |
| 45. Valerie Demey | 46. Lotte Kopecky | 47. Kato Aerts 48. Morgane Baute 49. Cynthia Beyne 50. Sophie Brouckaert 51. Racquel Commeyne 52. Silke D'hont 53. Emke De Keyser 54. Margot De Meester 55. Justine Dewaele 56. Estée Fierens 57. Magalie Ghekiere 58. Renée Heytens 59. Lisa Isebaert 60. Lore Lagrou 61. Celestine Leenknegt 62. Hannah Mahieu 63. Laura Puype 64. Dorien Rietjens 65. Jana Teirlinck 66. Xena Van Hecke 67. Marie Vandecasteele 68. Fleur Vandecaveye 70. Eleanor Wiseman |
| Baloise WB Ladies | DD Group-Isorex-NoAqua Cycling Team | Cyclingteam Belco/Van Eyck |
| 71. Sylvia Dardenne 72. Carolien Haers 73. Louise Jacquemin 74. Liliane Leenknegt 75. Femke Melis 76. Maëlle Michotte 77. Jasmira Nobus 78. Margot Rottiers 79. Nele Van Baelen 80. Isabel Vandewalle                                  | 81. Eefje Brandt 82. Fien Corteville 83. Anne-Sofie Dooms 84. Amber Lacompte 85. Marie Maes 86. Sara Maes 87. Marjolein Moreau 89. Hanna Theys 90. Tatiana Triest 91. Kim Van Den Steen        | 92. Daphné Acke 93. Silke D'hauwe 94. Maaike De Mits 95. Fleur De Veirman 96. Emma Duchateau 97. Joyca Geerts 98. Kato Heremans 99. Stephanie Kemps 100. Kim Knaeps 101. Marieke Meert 102. Yenthe Van Lommel |
| Carbonbike Giordana by Gen Z | De Ceuster - Bonache Cycling Team | Ladies Cycling Team HOZ Beveren |
| 103. Fien De Wispelaere 104. Elena Debouck 105. Chloe Greenwood 106. Jade Lenaers 107. Fiona Mertens 108. Dina Scavone 109. Saartje Vandenbroucke 110. Fenna Vanhoutte                                                                 | 111. Lotte Baele 112. Audrey De Keersmaeker 113. Alicia Franck 114. Lies'l Schevenels 115. Ellen Van Loy 116. Laura Verdonschot 117. Suzanne Verhoeven                                         | 118. Sara De Scheemaeker 119. Chantal Fouwé 120. Vicky Galle 121. Haike Hedebouw 122. An Lens 123. An-Sofie Marien 124. Lise Moens 125. Febe Poppe 126. Merel Robberecht 127. Malou Van Hooste |
| Keukens Redant Cycling Team | Antwerpen | Limburg |
| 128. Shana Dalving 129. Camilla De Bleecker 130. Shania De Prijck 131. Naomi De Roeck 132. Jasmine De Schepper 133. Evelien Debboudt 134. Lensy Debboudt 135. Glacia Dhont 136. Brenda Goessens 137. Jana Priau 138. Femke Van Goethem | 139. Amber Aernouts 140. Rosanne Breugelmans 141. Julie Brouwers 142. Lisse Ceulemans 143. Nette Coppens 144. Anne-Sophie Lens 145. Tine Rombouts 146. Floor Van Elsacker 147. Sylke Verheyden | 148. Jaylani De Keijzer |
| Oost-Vlaanderen | Vlaams-Brabant | West-Vlaanderen |
| 149. Lotte De Roover 150. Nele De Vos 151. Kiona Dhont 152. Aiko Uyttenhove 153. Chloë Van Den Eede | 154. Nele Armée 155. Febe De Smedt 156. Ellen Feytens 157. Laura Jacobs 158. Barbara Van Lathem 159. Gloria Van Mechelen 160. Britt Verbeek                                                    | 161. Joyce De Loof 162. Lara Defour 163. Naïka Deneef 164. Nachalina Dereere 165. Paquita Derie 166. Deborah Ghyselen 167. Ines Malfait 168. Sandrine Tas 169. Eva Vermeersch |
| Fédération Cycliste Wallonie-Bruxelles | | |
| 170. Allison Zava | | |

## Uitslag
| Plaats | Naam | Ploeg |  |
| ------ | ---- | ----- |  |
| 1      |      |       |  |
| 2      |      |       |  |
| 3      |      |       |  |